# 23730 Санкар
23730 Санкар (23730 Suncar) — астероїд головного поясу, відкритий 21 квітня 1998 року.
Тіссеранів параметр щодо Юпітера — 3,629.